# Parectecephala dorsalis
Parectecephala dorsalis är en tvåvingeart som först beskrevs av Becker 1912.  Parectecephala dorsalis ingår i släktet Parectecephala och familjen fritflugor. Inga underarter finns listade i Catalogue of Life.